# The Sawdust Trail
The Sawdust Trail é um filme norte-americano de 1924, do gênero comédia de faroeste, dirigido por Edward Sedgwick, com roteiro de Richard Schayer, Raymond L. Schrock e William Dudley Pelley baseado no conto "Courtin' Calamity", de William Dudley Pelley, publicado no Saturday Evening Post em abril de 1917.

## Elenco
- Hoot Gibson ... Clarence Elwood Butts
- Josie Sedgwick ... 'Calamity' Jane Webster
- David Torrence ... Jonathan Butts
- Charles K. French ... Square Deal McKenzie
- Harry Todd ... Quid Jackson
- G. Raymond Nye ... Gorilla Lawson
- Pat Harmon ... Ranch Foreman
- Taylor Carroll ... Lafe Webster
- W.T. McCulley ... Red McLaren